# Kurt Bischof
Kurt Bischof (* 26. Februar 1929 in Steinschönau, Tschechoslowakei; † 2. Dezember 2009 in Rheinbach) war ein in Steinschönau, Rheinbach und Bad Füssing tätiger Glasgraveur und Fachlehrer. Er zählt zu den besten Graveuren seiner Zeit.

Familie Bischof (v. l. n. r. August Bischof, die Söhne Kurt Bischof, Walter Bischof und Ehefrau des August: Juliana Pauline Jank)

## Leben
Kurt Bischof wurde im nordböhmischen Glasveredelungszentrum Steinschönau als zweiter Sohn des angesehenen Glasgraveurs August Bischof und seiner Ehefrau Juliana Pauline Jank geboren.
Ebenso wie sein älterer Bruder Walter Bischof setzte er nach dem Besuch der Volksschule die seit Generationen bestehende Tradition dieser Glasveredler-Familie fort und besuchte seit 1943 die Glasfachschule in Haida, Böhmen. Dort erlernte er den Beruf des Glasgraveurs.
Weitere praktische berufliche Ausbildung erfolgte bei seinem Vater in dessen heimischer Werkstatt. Dort wurden für die Weltfirma J. & L. Lobmeyr künstlerisch besonders wertvolle figurale Glasgravurarbeiten ausgeführt. Nach der Sitzverlegung dieser Firma von Steinschönau nach Wien führte Kurt Bischof seine Arbeit in verschiedenen Kunstateliers selbstständig aus. Nach 1948 arbeitete er für die Firma Borske Sklo in Haida.
Er spezialisierte sich auf die Gravur von Porträts und fertigte mit mehreren namhaften Künstlern besonders ausdrucksstarke Gravuren, die als Ausstellungsstücke in vielen Teilen der Welt der interessierten Öffentlichkeit gezeigt wurden.
Im August 1949 erfolgte die Eheschließung mit Ilse Strobach, die ebenfalls aus einer Glasveredler-Familie stammte. Im gleichen Jahr wurde der gemeinsame Sohn geboren.
1965 verlegte Kurt Bischof seinen Wohnsitz nach Rheinbach bei Köln, wo er von 1966 bis zu seinem Ausscheiden aus gesundheitlichen Gründen als Fachlehrer an der Glasfachschule Rheinbach arbeitete. Seine Ziele waren das Niveau des Glasveredelungsgewerbes zu erhalten und den Nachwuchs auszubilden.
In der Freizeit schuf er in der eigenen Werkstatt zahlreiche historische Gravuren in Anlehnung an die alte Tradition. Zeugnisse seiner Arbeit sind im Glasmuseum in Rheinbach und in Privatbesitz zu finden.